# Brucamps Communal Cemetery
Brucamps Communal Cemetery is een begraafplaats gelegen in de Franse plaats Brucamps (Somme). De militaire graven worden onderhouden door de Commonwealth War Graves Commission.
De begraafplaats telt 2 geïdentificeerde Gemenebest graven uit de Tweede Wereldoorlog.